# Alexander Massialas
Alexander Chen Massialas (San Francisco, 20 april 1994) is een Amerikaans schermer die actief is in de floret-categorie. Hij is de zoon van tweevoudig olympisch deelnemer Greg Massialas. 

## Biografie
Massialas begon met schermen op 7-jarige leeftijd aan de school van zijn vader Greg. Hij behaalde zijn eerste internationale succes op de Olympische Jeugdzomerspelen 2010, waar hij de zilveren medaille won in het individuele floret. Twee jaar later, op de Olympische Zomerspelen 2012, kwalificeerde hij zich voor zowel het individuele als het team-evenement, waarin hij respectievelijk dertiende en vierde eindigde. Massialas was de jongste mannelijke atleet op deze Spelen. 

## Erelijst
- Olympische Spelen
  - 2012: 4e - floret team
  - 2012: 13e - floret individueel
  - 2016:  - floret individueel

- Olympische Jeugdspelen
  - 2010:  - floret individueel
  - 2010:  - gemengd team

- Wereldkampioenschappen
  - 2013:  - floret team
  - 2015:  - floret individueel

- Pan-Amerikaanse kampioenschappen
  - 2011, 2012, 2014, 2015:  - floret individueel
  - 2010:  - floret individueel

- Pan-Amerikaanse Spelen
  - 2015:  - floret individueel
  - 2015:  - floret team

## Wereldranglijst
Floret
| Jaar   | 2008 | 2009 | 2010 | 2011 | 2012 | 2013 | 2014 | 2015 |
| ------ | ---- | ---- | ---- | ---- | ---- | ---- | ---- | ---- |
| Plaats | 261  | 40   | 21   | 18   | 10   | 9    | 7    | 3    |